# Concilio de Manzikert
El Concilio de Manzikert (o Manazkert') se reunió en 726 para reconciliar a las iglesias Armenia Apostólica y Ortodoxa Siria. Fue convocada por el catholicos armenio Juan de Odzun y asistieron numerosos obispos armenios y seis obispos de la iglesia siríaca enviados por el patriarca Atanasio III, patriarca siríaco ortodoxo de Antioquía. Tuvo lugar en Manzikert (Manazkert).
Tanto la iglesia armenia como la siríaca eran miafisitas en su teología y rechazaron el Concilio de Calcedonia (451). En los cánones del concilio, los armenios anatematizaron tanto a los aftartodocetistas (que creían que el cuerpo de Jesús era incorruptible) como a algunos de los seguidores más heréticos de Severo de Antioquía (que aunque ortodoxo en su cristología, algunos de sus seguidores no lo eran) en favor de la formulación moderada de Cirilo de Alejandría. El concilio retiró formalmente a la iglesia armenia de la comunión con la iglesia ortodoxa griega. Afirmó que Cristo era Dios verdadero, Hijo unigénito, una hipóstasis única y un naturaleza única del Verbo encarnado. Aunque su cuerpo humano era capaz de dolor y sufrimiento, "por su naturaleza divina estaba por encima del sufrimiento". Podría decirse que esta formulación era coherente con Calcedonia si se toma a la luz del Segundo Concilio de Constantinopla. Este Concilio también condujo a la canonización y reaceptación de Severo de Antioquía para los armenios.  El concilio también abordó el surgimiento de los paulicianos.
La Iglesia siríaca, que no estaba de acuerdo con muchas costumbres armenias distintivas, no estaba del todo satisfecha con el resultado de Manzikert, pero aceptó la comunión con los armenios. A menudo se atribuye a los cánones de Manzikert la confirmación de la Iglesia armenia en su distintiva teología no calcedonia y su diferenciación de otras iglesias. Después del concilio, el calcedonismo armenio fue suprimido.